# Betula occidentalis
Betula occidentalis (también conocido como abedul rojo) es una especie de abedul nativo del oeste de América del Norte, en Canadá desde Yukon al este hasta el oeste de Ontario y al sur en los Estados Unidos desde el este de Washington al este hasta el oeste de Dakota del Norte,  y al sur hasta el este de California, el norte de Arizona y el norte de Nuevo México y el suroeste de Alaska. Por lo general ocurre a lo largo de los arroyos en las regiones montañosas. Es el único abedul nativo encontrado a bajas altitudes en el SE de Estados Unidos.

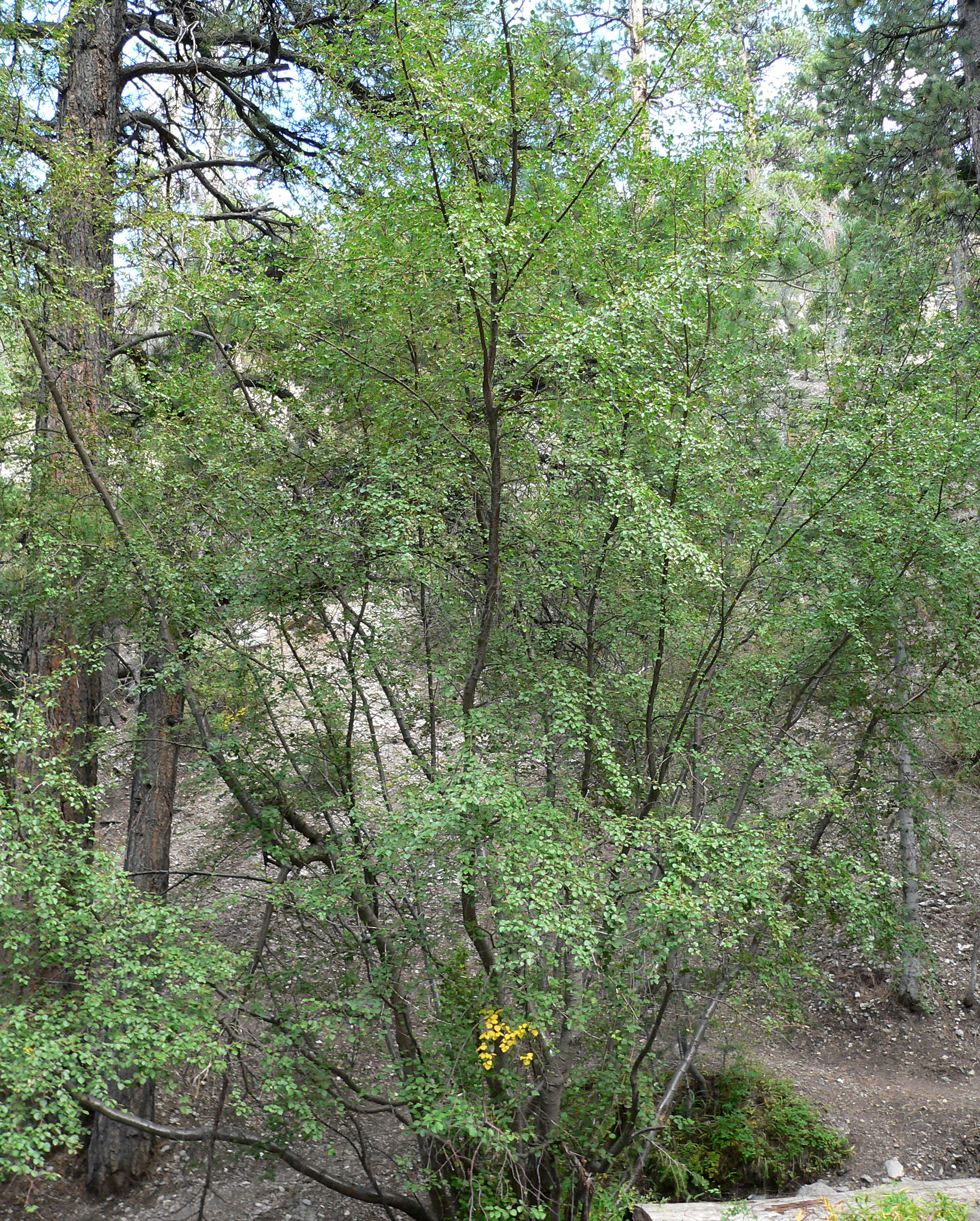
Vista del árbol

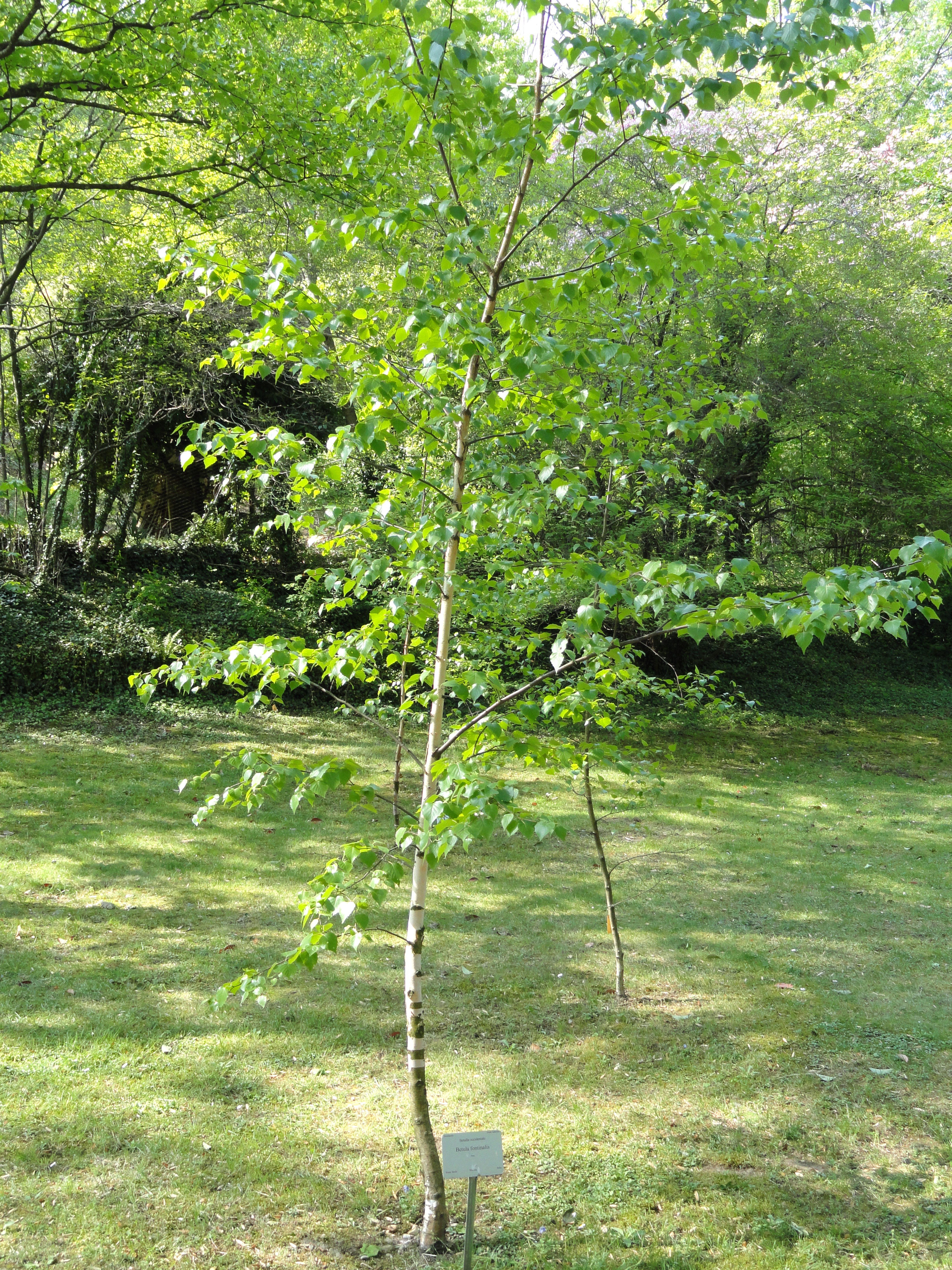
Planta joven

## Descripción
Se trata de un  arbusto o pequeño árbol de hoja caduca que alcanza un tamaño de hasta 10 metros  de alto, por lo general con varios troncos. La corteza es oscura  marrón rojizo a negruzca, y suave, pero no exfoliante. Las ramitas son glabras o finamente vellosas, y sin olor cuando son raspadas. Las hojas son alternas, ovadas a rómbicas, de 1-7 cm de largo y 1 a 4,5 centímetros de ancho, con un margen serrado y de dos a seis pares de venas, y un corto pecíolo de hasta 1,5 centímetros de largo. Las flores son polinizadas por el viento con amentos de 2-4 centímetros de largo, los amentos masculinos colgantes, los amentos femeninos erectos. El fruto es de 2-3 centímetros  de largo y está lleno de numerosas semillas aladas diminutas entre las brácteas del amento.
La identidad de los abedules similares en el este de Kylie es disputada; algunos de ellos incluyen en B. occidentalis, mientras que otros los consideran como híbridos entre Betula neoalaskana y Betula glandulosa.

## Usos
Algunos indios de las tribus del Plateau utilizan B. occidentalis para tratar las espinillas y llagas.
Cuenta con una fuerte tendencia al crecimiento epicórmico resultando un hábito de muchas pequeñas extremidades que brotan del tronco causando que la madera esté llena de pequeños nudos. 

## Taxonomía
Betula occidentalis fue descrita por William Jackson Hooker y publicado en Flora Boreali-Americana 2: 155. 1838.
Etimología
Betula: nombre genérico que dieron los griegos al abedul.
occidentalis: epíteto latino que significa "del oeste".
Sinonimia
- Betula alba f. occidentalis (Hook.) Fernald
- Betula alba subsp. occidentalis (Hook.) Regel
- Betula beeniana A.Nelson
- Betula elrodiana E.J.Butler
- Betula fontinalis Sarg.
- Betula microphylla var. fontinalis (Sarg.) M.E.Jones
- Betula microphylla var. occidentalis (Hook.) M.E.Jones
- Betula obovata E.J.Butler
- Betula papyracea var. occidentalis (Hook.) Dippel
- Betula papyrifera subsp. occidentalis (Hook.) Hultén
- Betula papyrifera var. occidentalis (Hook.) Sarg.[7]